# Перцов, Николай Валериевич
Никола́й Вале́риевич Перцо́в (1 сентября 1934, Москва — 24 мая 2003, Киев) — советский и украинский химик, профессор МГУ (с 1974 года), лауреат премии имени П. А. Ребиндера (1995).

## Биография
Николай Валериевич Перцов родился 1 сентября 1934 года в Москве в семье Валерия Николаевича Перцова, химика по образованию, и княжны Екатерины Михайловны Голицыной. Всего в семье было трое детей: Владимир, Николай и Александр. Отец, Валерий Николаевич Перцов, погиб в 1941 году на Великой Отечественной войне, когда Николаю было всего 6 лет.
В 1952 году поступил на химический факультет МГУ. С третьего курса участвовал в работе на кафедре коллоидной химии под началом Петра Александровича Ребиндера. По окончании химического факультета МГУ в 1957 году работал 2 года ассистентом в Московском станкостроительном институте.
До 1991 года работал на кафедре коллоидной химии МГУ младшим и старшим научным сотрудником, доцентом, позднее, с 1974 года — профессором. В Московском университете читал курс лекций по коллоидной химии на геологическом факультете, а также спецкурс по физико-химической механике твердых тел. В 1991 г. стал заместителем директора Института биоколлоидной химии НАН Украины и заведующим отделом физико-химической геомеханики в Киеве.
Умер 24 мая 2003 года. Похоронен в Москве на Пятницком кладбище.

## Научные исследования
Установил общий характер и специфические проявления эффекта Ребиндера для твердых тел любой природы и структуры. Эти исследования составили существенную часть Открытия СССР № 28 (1964; Явление адсорбционного понижения прочности металлов под действием металлических расплавов. Е. Д. Щукин, Ю. В. Горюнов, Н. В. Перцов, Л. А. Кочанова, Л. С. Брюханова. Открытие № 28 с приоритетом от 26 января 1956 г.).
При работе в области коллоидной химии совместно с академиком П. А. Ребиндером Н. В. Перцов сформулировал правило, которое привязывало проявление разупрочняющего действия жидкого металла на твердый к виду диаграммы плавкости данной системы.
В рамках кандидатской диссертации по теме «Влияние жидких металлических поверхностно-активных покрытий на механические свойства монокристаллов металлов» обнаружил явление самопроизвольного диспергирования монокристаллов олова под действием жидкого галлия. Разработал способы использования поверхностно-активных веществ для интенсификации механической обработки твердых тел.
Н. В. Перцов, Е. Д. Щукин и Б. Д. Сумм совместно изучили кинетику роста трещины разрушения, контролируемую вязким течением в трещине активной среды.
Один из основоположников области природоведения — физико-химической геомеханики. В работах с В. Ю. Траскиным и Б. С. Коганом установил роль эффекта Ребиндера в различных геохимических процессах.
В сотрудничестве с Ф. Д. Овчаренко и З. Р. Ульберг и другими Н. В. Перцов в 1988 г. открыл явление избирательной гетерокоагуляции минеральных частиц микроорганизмами (Открытие СССР № 361). Это открытие явилось основой новой биотехнологии обогащения в области металлургии и в охране окружающей среды.

## Награды
- 1988 — Ломоносовская премия МГУ за работу «Коллоидная биогеохимия и биотехнология благородных металлов».
- 1995 — Премия имени П. А. Ребиндера (совместно с З. Р. Ульберг, Ф. Д. Овчаренко) за цикл работ «Избирательное агрегирование микроорганизмов с дисперсными металлами и их соединениями — основа новых биотехнологий обогащения в металлургии и охраны окружающей среды».
- 1999 — Почетная грамота Кабинета министров Украины.

## Семья
Николай Валериевич был женат трижды. В 1954 году сочетался браком с Еленой Петровной Ребиндер. В этом браке родились: сын Петр (род. 1955) и дочь Екатерина (род. 1959). Второй брак был с Еленой Сергеевной Максимовой. Последний брак — с Зоей Рудольфовной Ульберг, будущей коллегой, впоследствии профессором и директором Института биоколлоидной химии НАН Украины.